# Unión disjunta

La unión disjunta de los conjuntos A y B es otro conjunto A B formado por todos los elementos de A y de B, sin solapar los elementos repetidos. En la imagen, cada polígono tiene una «etiqueta», que permite distinguir figuras por lo demás idénticas.

En teoría de conjuntos, se dice que un conjunto es la unión disjunta de otros dos si la unión de estos últimos da como resultado el primero, y además estos son disjuntos entre sí. Por ejemplo, el conjunto de los números naturales es la unión disjunta del conjunto de los números pares P y del conjunto de los números impares I: 
{\displaystyle P=\{0,2,4,\ldots \}}
{\displaystyle I=\{1,3,5,\ldots \}}
{\displaystyle \mathbb {N} =\{0,1,2,3,4,\ldots \}=P\cup I}
La unión de conjuntos no es disjunta en general. Por ejemplo, el conjunto de los números naturales es también la unión del conjunto de los números mayores que 1000 y el conjunto de los números menores que 2000, pero estos no son disjuntos ya que tienen elementos en común: todos los números entre 1001 y 1999.
En general, dados dos o más conjuntos no necesariamente disjuntos estos pueden unirse de mediante una operación similar a la unión, salvo que se ignora el hecho de que los elementos repetidos solo deben aparecer una vez. Esta operación se denomina también su unión disjunta.

## Unión disjunta
La unión de dos o más conjuntos se dice disjunta cuando estos son a su vez disjuntos entre sí:
| Si un conjunto A es la unión de otros dos conjuntos B y C y estos son disjuntos se dice que A es la unión disjunta de B y C, o que la unión de B y C es disjunta. |

Esta nomenclatura también se aplica a uniones de un número arbitrario de conjuntos, finito o infinito. Esta noción es equivalente a la de partición: si el conjunto A es la unión disjunta de B, C y D, entonces {B, C, D} es una partición de A (siempre que B, C y D sean no vacíos).

## Unión disjunta abstracta
Si dos conjuntos tienen elementos en común, su unión no será disjunta. En particular las propiedades de la unión de conjuntos aseguran que cada elemento común aparece una sola vez en el resultado de la misma. Sin embargo, es posible tomar una «unión» en la que se distingue de alguna forma dichos elementos comunes, de tal manera que se les pueda incluir más de una vez.
Para ello, antes de tomar una unión ordinaria se manipulan los conjuntos a unir para asegurar que, aunque resulten ser muy parecidos a los de partida, sean disjuntos entre sí. Una manera de conseguir esto es mediante el producto cartesiano.
| La unión disjunta de A y B se define como: {\displaystyle A\sqcup B=A\times \{0\}\bigcup B\times \{1\}} |

Ejemplo
- Los conjuntos A = {1, 2, 3} y B = {1, 2, 4} no son disjuntos, y su unión es A ∪ B = {1, 2, 3, 4}. Aunque ambos tienen 3 elementos, su unión solo tiene 4. Su unión disjunta es A ∐ B = { (1, 0), (2, 0), (3, 0), (1, 1), (2, 1), (4, 1)} y tiene 6 elementos.

Al modificar los conjuntos de partida antes de unirlos, los conjuntos originales no son subconjuntos de la unión disjunta, a diferencia de lo que ocurre en la unión ordinaria. Sin embargo es habitual relajar esta distinción, y afirmar que por ejemplo A es un subconjunto de A ∐ B.
Esta definición de unión disjunta abstracta puede generalizarse a más de dos conjuntos, y en general, a una familia indexada:
| La unión disjunta de una familia indexada {Xi}i ∈ I se define como: {\displaystyle \bigsqcup _{i\in I}X_{i}=\bigcup _{i\in I}X_{i}\times \{i\}=\{(x,i):i\in I{\text{ y }}x\in X_{i}\}} |